# Ateuchus histeroides
Ateuchus histeroides är en skalbaggsart som beskrevs av Weber 1801. Ateuchus histeroides ingår i släktet Ateuchus och familjen bladhorningar. Inga underarter finns listade.